# Rot-Weiß Damme
Rot-Weiß Damme (offiziell: Sportverein Rot-Weiß Damme e.V.) ist ein Sportverein aus Damme im Landkreis Vechta. Der Verein bietet die Sportarten Fußball, Handball, Faustball und Indiaca an. Bekannt wurde der Verein durch seine Fußballabteilung, die in der Saison 1962/63 in der damals zweitklassigen Amateuroberliga West spielte.

## Geschichte
Rot-Weiß Damme wurde im September 1945 gegründet und ist der Nachfolgeverein des im Jahre 1927 gegründeten Dammer Sportvereins. Im Jahre 1950 gelang der ersten Mannschaft der Aufstieg in die Bezirksklasse. Sieben Jahre später wurden die Dammer erstmals Meister der Bezirksklasse, scheiterten aber in der Aufstiegsrunde zur Amateurliga an Frisia Wilhelmshaven und dem Delmenhorster TB. Im Jahre 1960 gelang schließlich der Aufstieg in die Amateurliga. Ein Jahr später wurde mit dem Dersa-Sportpark die heutige sportliche Heimat eingeweiht. Gleich in der ersten Saison im neuen Stadion wurden die Dammer Meister und schafften den Sprung in die Amateuroberliga West.
Dort gelang der Mannschaft mit einem 5:1 gegen den VfL Germania Leer ein hervorragender Start. Im Saisonverlauf zeigte sich, dass die Liga für die Rot-Weißen eine Nummer zu groß war, so dass die Dammer als Letzter wieder absteigen mussten. 1964 gelang die Qualifikation für die viertklassige Verbandsliga West, die sie zwei Jahre später nach einer Entscheidungsspielniederlage gegen TuRa Melle nach unten verlassen mussten. Zwischenzeitlich rutschten die Dammer bis in die Kreisliga ab. Die in Anlehnung an den US-amerikanischen Proficlub Cosmos New York Cosmos Damme genannte Mannschaft kehrte 1975 in die Bezirksliga zurück, erreichte 1978 die Verbandsliga und schaffte ein Jahr später den Durchmarsch in die Landesliga West. In der Saison 1979/80 wurde man dort Vizemeister. Bis 1992 hielten sich die Rot-Weißen in der Landesliga.
Seitdem ist Rot-Weiß Damme eine Fahrstuhlmannschaft zwischen der Landes- und der Bezirksliga. In der Saison 2010/11 stieg die Mannschaft als Meister der Bezirksliga in die Landesliga Weser/Ems auf, die sie aber bereits nach der Saison 2012/13 wieder nach unten verlassen musste. Im Jahre 2018 stiegen die Dammer in die Kreisliga Vechta ab, schafften aber vier Jahre später den Wiederaufstieg.

## Persönlichkeiten
- Willi Mumme
- Norbert Placke
- Franz-Josef Ripke
- Günter Wulftange